# يوسف لولو
يوسف لولو، (ولد في 26 أيلول 1994) هو لاعب كرة قدم فلسطيني من قطاع غزة يلعب لنادي التفاح.